# Асіті чорний
Асіті чорний (Philepitta castanea) — вид горобцеподібних птахів родини асітових (Philepittidae).

## Поширення
Ендемік Мадагаскару. Трапляється у лісах вздовж східного узбережжя острова.

## Опис
Дрібний птах завдовжки 14-17 см, включаючи хвіст. Вага тіла 37-42 г. У самців чорне забарвлення оперення з жовтими вузькими зовнішніми облямівками деяких махових і криючих пір'їн. У шлюбний період у самців з боків голови над очима з'являються досить великі яскраво-блакитні, синювато-зелені або зелені оголені виступаючі ділянки шкіри, які мають вигляд маленьких лопатей. Самиці забарвлені в тьмяний оливково-зелений колір. Крила короткі та широкі, хвіст короткий. Дзьоб помірної довжини, сильний, слабозігнутий, широкий в основі і сильно тоншає до гострої вершині, чорний. Ноги чорні.

## Спосіб життя
Трапляється поодинці. Поживу шукає у підліску та у заростях чанарників. Живиться фруктами та ягодами.
Шлюбний сезон триває з кінця серпня по листопад. Полігінічний вид. Самець приваблює самиць співом та забарвленням. Будівництвом гнізда та піклуванням про потомство займається лише самиця. У кладці 1-3 яйця, інкубація триває приблизно 4 тижні, вигодовування пташенят в гнізді триває близько 6 тижнів.